# Angelo Gatti Grami
Angelo Gatti Grami (Gonzaga, 1805 – Torino, 1863) è stato un patriota italiano, attivo a Mantova negli anni della Prima guerra d'indipendenza italiana. È antenato del celebre pianista Leone Magiera, figlio di Anna Maria Gatti Grami.

## Biografia

### Origini e famiglia
Angelo Gatti Grami nacque a Gonzaga nell'ex Ducato di Mantova nel 1805 da Giuseppe Gatti Grami, grande possidente terriero, e da Domenica Scarpari, alla cui morte suo padre si risposò con Anna Maria Zaccaria, appartenente ad antica e nobile famiglia cremonese. Presa in sposa Anna Coppini, ne ebbe Giuseppe, sindaco di Moglia dal 1887, e Pompeo, volontario nella Seconda Guerra d'Indipendenza.  Ebbe un fratello, Anselmo, dottore in medicina e medico primario del comune di San Benedetto Po, e tre sorelle, cioè Matilde, Rosalinda ed Emilia, quest'ultima andata in sposa nel 1849 al Cavalier Giovanni Bortolucci, Commendatore della Corona d'Italia e Deputato al Parlamento del Regno.
La famiglia Gatti Grami era allora fra le più cospicue dell’Oltrepò mantovano e i suoi possedimenti si estendevano, oltre che a Moglia, anche nella vicina Gonzaga e a Concordia sulla Secchia, in provincia di Modena.

### Attività politica
Angelo Gatti crebbe nutrito di una passione politica che ereditò dal prozio Giuseppe, a suo tempo Consigliere per il Dipartimento del Mincio sotto il Regno d'Italia di Napoleone Bonaparte. Perciò, pur nel clima liberticida del restaurato regime asburgico, anch'egli cercò di rivestire una posizione di rilievo: l'occasione arrivò negli anni quaranta dell'Ottocento, quando venne eletto membro della Congregazione Provinciale di Mantova, collegio incaricato del governo di Mantova e del suo circondario; esso era composto da sette individui, eleggibili nella ristretta cerchia dei possidenti nobili o borghesi i cui beni avessero un valore censuario non inferiore ai 2000 scudi. 
Si trovò in questa veste quando nel 1848 scoppiò la Prima guerra di indipendenza e gli austriaci, allo scopo di difendere i ponti sul fiume Mincio dall'invasione nemica, occuparono il territorio mantovano con numerose truppe, il cui mantenimento pesò interamente sull'economia della Provincia. Proprio al riguardo, agli inizi del 1848, fu mandata a Milano presso la Congregazione Centrale una rappresentanza mantovana che esponesse i bisogni della provincia e i desideri della Congregazione provinciale, ma essa non venne né accolta né ascoltata.

### Attività di cospirazione
Fu a seguito di questo fatto che il Gatti Grami meditò una soluzione diversa ai problemi del mantovano, vista la totale ininfluenza delle rappresentanze locali presso gli organi centrali di governo. Mentre Andrea Panizza arruolava venti volontari di Moglia e Gonzaga e prendeva parte alla guerra a fianco dell'esercito sabaudo, il Gatti Grami per tutto il 1848 organizzò e finanziò insieme a Pietro Panzani, primo deputato al distretto di Gonzaga, l'attività cospiratrice sul territorio, consistente in operazioni di sabotaggio ai danni del governo austriaco e di propaganda politica a favore del Regno di Sardegna: per questi motivi, pur avendo sempre cercato di agire segretamente, verrà segnalato alla polizia austriaca come partecipante ai "trambusti sociali". Con lui sarebbero stati denunciati il nobile mantovano Livio Benintendi, il medico Carlo Barosi, il parroco Don Luigi Zucchi e il curato di Moglia, Don Francesco Carleschi, il mercante Severino Coppini (suo suocero), il maestro comunale Carlo Creina, il mercante di bestiame Giacomo Devincenzi, l'ex maestro Gaetano Gusberti e appunto Pietro Panzani, quest'ultimo considerato capo degli “esaltati e malpensanti“ di Moglia, soprannominato “il Popolo”.
L'estrazione sociale dei cospiratori risulta piuttosto variegata: si trovano quindi esponenti della nobiltà e dell'alta borghesia terriera, commercianti e professionisti, membri del clero liberale, ma anche piccoli artigiani e proletari.
Il loro quartier generale era la farmacia di Carlo Bertazzoni, medico di Bondanello.

#### La cospirazione mantovana del '48: peculiarità
Vi sono diverse caratteristiche che hanno reso la cospirazione mantovana del 1848 unica nel suo genere; innanzitutto la sua estraneità, finora non smentita, all'organizzazione mazziniana, cosa che conferma il suo spiccato carattere rurale, dal momento che l'ideologia mazziniana era penetrata nelle campagne solo superficialmente. 
I cospiratori quindi, nel quadro dei movimenti di liberazione nazionale, appaiono sia dal punto di vista ideologico sia da quello pratico (non avevano precedenti nella cospirazione dei decenni passati) come una nuova leva del patriottismo, di stampo squisitamente borghese e terriero: la rivoluzione al governo austriaco veniva vista da questi nuovi cospiratori, più che come mezzo di uguaglianza sociale, auspicata dai ceti proletari e contadini, come via di promozione politica della borghesia in ascesa, la quale, era tanto desiderosa di riconoscersi in un nuovo organismo nazionale quanto di esserne la guida in virtù del raggiunto primato economico e sociale.
Il fallimento della cospirazione mantovana va tuttavia cercato nelle sue stesse premesse: al conservatorismo economico della società mantovana, restìa all'introduzione dell'industria nel territorio, si accompagnava la scarsa capacità di coinvolgimento del ceto contadino e proletario alla cospirazione, derivato dalla divergenza degli obiettivi fra queste classi sociali e la borghesia terriera, la quale, per aspirazioni e stili di vita si avvicinava all'ideologia delle vecchie classi aristocratiche più che alle nuove correnti democratiche europee: gli studiosi sono molto cauti a definire i patrioti mantovani del '48 come guide di una trasformazione democratica del tessuto sociale.

### Esilio e morte
Pur essendo riuscito per il momento ad allontanare da sé i sospetti e le accuse di cospirazione rivoltegli e a mantenere la carica di membro della Congregazione Provinciale di Mantova, i sospetti della polizia austriaca sul Gatti Grami non vennero mai meno. Il 18 luglio sottoscrisse assieme ad altri quattro dei sette componenti del suo collegio una petizione che chiedeva esplicitamente che le imposizioni fondiarie di guerra non pesassero interamente sulla provincia e che fossero retrodatate le grandi somme già versate per il mantenimento delle numerose truppe raccoltesi durante l'anno precedente attorno a Mantova: per tutta risposta il conte Packta, Plenipotenziario Imperiale in Italia, condannò i sottoscrittori, ossia Angelo Gatti Grami, i conti Luigi Biondi ed Ascanio Beffa e l'ingegnere Antonio Arrivabene a pagare a testa una pena di 7000 lire; per Antonio Arrivabene si stabilì un'aggiunta di 3000 lire e un mese di prigione, mentre per il Gatti Grami si aprì una nuova istruttoria da parte della polizia riguardo alle sue presunte attività cospirative. Fu in questo momento che Angelo Gatti Grami si vide costretto a fuggire, riparando in esilio nel Regno di Sardegna, dove restò diversi anni in anonimato: il fallimento della Guerra d'Indipendenza gli impedì di ritornare a Mantova, dove gli austriaci erano di nuovo al potere e sorvegliavano l'attività dei cittadini grazie ad una fitta rete di spie, confidenti e informatori.
Morì a Torino attorno al 1863. L'anno seguente la vedova Anna Coppini, in accordo coi figli, vendette gran parte dei possedimenti gonzaghesi.